# Ivo Partizan
Ivo Partizan – polski zespół rockowy, założony w 1985 roku w Mogilnie, przez Macieja Adamskiego, wcześniej występującego z punkowym zespołem Bunkier. Nazwa zespołu nawiązuje do przywódcy komunistycznej partyzantki w Jugosławii, który nazywał się Ivan Ribar (ps. Lola), i zginął podczas II wojny światowej mając 27 lat. Członkowie zespołu interesowali się muzyką bałkańską i wykonywali niektóre utwory po serbo-chorwacku.

## Historia

### Lata 1985–1988
Zespół Ivo Partizan powstał 3 marca 1985 r. w Mogilnie z inicjatywy Macieja „Meca” Adamskiego. Dzień wcześniej w Młodzieżowym Domu Kultury, tzw. „Harcówce” w Mogilnie odbył się koncert dwóch mogileńskich zespołów: zimnofalowego Kabaretu i punkowego Bunkra. Skład tych zespołów tworzyli m.in. Sławek „Rutek” Ruciński, Mariusz „Sernik” Twarużek i Leszek Duszyński – Kabaret oraz Marek „Wiarus” Holak i Ryszard „Siwy” Kiercz – Bunkier. Wcześniej w zespole Bunkier grał Maciej Adamski. Nazajutrz po koncercie Maciej Adamski, który był na widowni, zaproponował dwóm członkom zespołu Kabaret, tj. Sławkowi Rucińskiemu i Mariuszowi Twarużkowi wspólne granie w nowym zespole Ivo Partizan.
W trzyosobowym składzie nagrali materiał, który wysłali na Festiwal w Jarocinie. Po kilku tygodniach (kwiecień/maj 1985 r.) do zespołu dołączył były członek grupy Kabaret Leszek Duszyński. W latach 80. ubiegłego wieku zespół Ivo Partizan grał w następującym składzie: Maciej Adamski – śpiew, Sławek Ruciński – gitara. Leszek Duszyński – bas, Mariusz Twarużek – perkusja. W 1985 r. zespół został jednym z laureatów Festiwalu Muzyków Rockowych w Jarocinie. W tym samym roku otrzymał wyróżnienie na VI Przeglądzie Muzyki Alternatywnej i Awangardowej „Poza kontrolą” w Warszawie. Zakończenie działalności zespołu datuje się na dzień 16.12.1988r., kiedy to nastąpił podział majątku.

### Lata 2013 – obecnie
5 stycznia 2013 r. Leszek Duszyński będąc w mieszkaniu u Macieja Adamskiego złożył telefonicznie Sławkowi Rucińskiemu propozycję wspólnego grania. Do spotkania między Sławkiem a Leszkiem doszło 18.01.2013r. w Łodzi. Tak powstał zespół RID, który do końca grał w składzie: Leszek Duszyński – gitara, wokal, Sławek Ruciński – gitara, Karol Walkowski – bas (wcześniej grał w punkowej kapeli Herberga) oraz Mariusz Twarużek – perkusja. W 2014 r. zespół wydał epkę „Edycja Limitowana”, na której znalazło się 5 utworów: Ezoteryczna, Kobieta żul, Grzech, Żaba, Ciągle czekam.
Powrót do nazwy zespołu Ivo Partizan nastąpił 6 marca 2015 r. Była to wspólna decyzja członków starego składu zespołu, tj. Leszka Duszyńskiego, Sławka Rucińskiego, Mariusza Twarużka i Macieja Adamskiego. Z uwagi na wypadek Mariusza Twarużka w kwietniu 2015 r. nowym perkusistą został Arkadiusz Kubiak. 20.07.2015r. do zespołu dołączył były wokalista zespołu Maciej Adamski, zaś w czerwcu 2017 r. grupę zasilił saksofonista Radosław Szczepankiewicz. W styczniu 2017 r. Arka Kubiaka zastąpił Krzysztof Wrzesiński, który grał z zespołem do stycznia 2020 r. Obecnie podczas koncertów zespół na perkusji wspiera Mikołaj Toczko. 30.08.2019r. zmarł założyciel zespołu Maciej Mec Adamski. Z początkiem stycznia 2020 r. z zespołu odszedł gitarzysta Sławek Ruciński. Jego miejsce zajął Wiktor Mazurkiewicz.

## Muzycy

### Obecny skład zespołu
- Leszek Duszyński – gitara, śpiew (1985-1988, od 2015)
- Wiktor Mazurkiewicz – gitara (od 2020)
- Karol Walkowski – gitara basowa (od 2015)
- Radosław Szczepankiewicz – saksofon, eufonium (od 2017)

#### Byli członkowie zespołu
- Maciej Adamski (zmarły) – śpiew (1985-1988, 2015-2019)
- Sławomir Ruciński – gitara (1985-1988, 2015-2020)
- Mariusz Twarużek – perkusja (1985-1988, 2015)
- Arkadiusz Kubiak – perkusja (2015-2016)
- Krzysztof Wrzesiński – perkusja (2017-2020)
- Mikołaj Toczko – perkusja (sesyjnie) (2020-2024)

#### Dawni muzycy towarzyszący
- Stanisław Holak – instrumenty klawiszowe (1986)
- Marek Sadecki – taniec (1987)
- Krystian Wołek – śpiew (2018)

## Dyskografia

### Albumy
- 2016 Zabij Ten Czas
- 2020 Nie Nagrywaj Mnie
- 2023 Wiersze Niedokończone